# Halivka, Starîi Sambir
Halivka (în ucraineană Галівка) este un sat în comuna Mșaneț din raionul Starîi Sambir, regiunea Liov, Ucraina.

## Demografie
Componența lingvistică a localității Halivka
     Ucraineană (100%)
Conform recensământului din 2001, toată populația localității Halivka era vorbitoare de ucraineană (100%).